# موراي مونتجومري
موراي مونتجومري (بالإنجليزية: Murray Montgomery)‏ هو سياسي أسترالي، ولد في 15 يناير 1943.